# SilverStripe
SilverStripe — система управления содержимым с открытым исходным кодом, основанная на PHP-фреймворке Sapphire.
Выпускается под лицензией BSD. Также доступна полная документация пользователей и разработчиков.

## Основные возможности
- Изменяемый интерфейс приложения
- Древовидная структура навигации
- Настраиваемая разметка вывода и стили по умолчанию, основанные на HTML5 и CSS3
- Система безопасности, основанная на полномочиях пользователей
- ORM
- Автоматическое изменение размеров изображений
- Возможность использования нескольких шаблонов
- Короткие URL (ЧПУ), генерация Sitemap
- Полнотекстовый поиск, RSS-ленты
- Оптимизирована для высоких нагрузок (полное или частичное кэширование)
- Кроссплатформенность: SilverStripe работает под Linux, Windows и MacOS, на веб-серверах IIS и Apache, а также может использовать несколько серверов БД (MySQL, PostgreSQL, MSSQL).

## Системные требования
- Apache v1.3.19+, Lighttpd, или Microsoft IIS 7.x+
- MySQL v5.0.X+, Microsoft SQL Server 2008+, PostgreSQL 8.3+, SQLite3 (поддерживается сообществом) или Oracle (экспериментальная поддержка)
- PHP 5.2+ с поддержкой MySQL, GD и zlib
- RAM (минимально для нормальной работы) 512 Mb. Система очень требовательная к памяти и не рекомендуется к использованию в условиях виртуального хостинга, лучше взять VPS (виртуальный сервер).

## Признание

### Награды
- Финалист Packtpub Open Source Awards 2010[1][2].
- Победитель Packtpub CMS Award 2008 в категории самая многообещающая CMS[3].
- Победитель новозеландского конкурса Open Source Awards в октябре 2008 и в 2010[4][5].
- Финалист Packtpub CMS Award 2007 в категории самая многообещающая CMS[2].
- Финалист новозеландского конкурса Open Source Awards в октябре 2007[5]

### Обзоры
- Обзор SilverStripe (3 апреля 2009)[6]
- Microsoft Case Study (17 марта 2009)[7]
- ReadWriteWeb, 14 сентября 2007[8]
- Интервью для новозеландского телешоу, 1 мая 2007, (Видео)[9]
- Hiveminds Magazine, 15 марта 2007[10]